# Refugio (Texas)
Refugio település az Amerikai Egyesült Államok Texas államában, Refugio megyében, melynek megyeszékhelye is. Lakosainak száma 2712 fő (2020. április 1.).

## Népesség
A település népességének változása:

| 2010 | 2 890 |
| 2020 | 2 712 |